# Murzenie
Murzenie – zjawisko pojawiające się w czasie druku techniką offsetową będące rezultatem braku synchronizacji prędkości przesuwania się papieru (lub innego zadrukowywanego materiału) z prędkością obwodową cylindra pośredniego (gumowego). Zjawisko to, obserwowane na wydrukowanej odbitce jako rozmazany obraz, może być skutkiem założenia na cylinder niewłaściwego obciągu (lub podkładu pod nim niewłaściwej grubości) lub jego nadmiernego zużycia. Efekt ten odróżniany jest od tzw. "dublowania" (podwójnego obrazu na odbitce), powstającego w wyniku innego rodzaju błędów.
Niektóre współczesne maszyny drukarskie wyposażone są w pierścienie przeciwmurzeniowe, zapobiegające dopuszczeniu do nadmiernego zużycia się obciągów gumowych. Pierścienie te zakładane są na cylindry gumowe i formowe (płytowe) i nie dopuszczają do tego, by obsługa maszyny zwiększyła nadmiernie docisk obu cylindrów. Skutkiem tego, jeśli obciąg jest już wyeksploatowany na tyle, że nie oddaje należycie rysunku na papier, to obsługa maszyny zmuszona jest do wymiany obciągu na nowy. Oprócz poprawienia jakości druku cylindry przeciwmurzeniowe zwiększają żywotność mechanizmów maszyny.